# Litoral
Litoral (iz latinščine litus, litoris, obala), tudi bibavični pas je priobalni pas morja, ki sega od najvišje obalne črte, ki jo oblivajo najvišji plimski valovi, do približno 200 m globine ali nizkega vodostaja. Značilnost litorala so spremenljive toplotne in svetlobne razmere in vsebnosti kisika. Značilen del litorala je pas bibavice. Razen besede litoral se pogosto uporablja tudi izraz priobalje ali litoralna cona.

## Splošno
Litoral je razdeljen na več mikroregij, ki so lahko različne, odvisno od tega, o katerem okolju govorimo (morje, reka ali jezero). Tako na primer litoral v jezerih obsega teraso do 30 metrov globine, v plitkih jezerih tudi manj. Prav tako izraz litoral v različnih delih sveta in v različnih znanstvenih vedah lahko pomeni različno. Na primer v vojni mornarici se govori o litoralni coni, ki je po pomenu povsem drugačna kot tista, ki jo opredeljujejo in razumejo pomorski biologi.
Litoral označuje gibanje vode, erozijo, močno sedimentacijo, kolebanje temperature in bogastvo rastlinskega in živalskega sveta. Vse to pogosto ustvarja posebne mikropodnebne razmere, ugodne za razvoj edinstvenih vrst organizmov.

## Vojaško razumevanje litorala
Za načrtovanje in izvajanje pomorskih operacij se litoral opredeljuje kot območje morja, ki ga je treba nadzorovati zaradi podpore kopenskim operacijam, in območje kopnega, ki se lahko neposredno nadzira in brani z morja. Velikost tega območja je odvisna od razčlenjenosti obale, vrste oborožitve, ki se uporablja, in podobno.

## Druge opredelitve

### Supralitoral
Supralitoral je prva stopnja litorala od kopnega proti morju. Stalno je nad vodo, morje ga vlaži samo s škropljenjem in razlivanjem valov. Višina te stopnje se spreminja, odvisno od izpostavljenosti obale, od pol metra na zaščitenih mestih pa do nekaj metrov v višino, če je obala izpostavljena vetru, ki prenaša kapljice morja. Tukaj so organizmi prilagojeni na skrajne in spremenljive življenjske razmere.

### Mediolitoral
Mediolitoral ali evlitoral je druga stopnja litorala. To je območje izmenjave plime in oseke, ki se razteza od zgornje meje visoke plime do spodnje meje normalne oseke. Med plimo je potopljen v morje, pri oseki je zunaj njega, zato se ekološki vplivi (temperatura, vlažnost, osvetljenost in drugo) v tem območju zelo razlikujejo.

### Sublitoral
Sublitoral je ime za morsko litoralno območje, ki je stalno pod morjem. V oceanografskem smislu sublitoral obsega litoral, na katerega pomembno vplivata plima in oseka in na katerem se izgublja energija valov, morskih tokov in podobno ter se včasih razteza do globine 200 m (epikontinentalni pas).
V morski biologiji je sublitoral območje morja do globine, do katere sega sončna svetloba, do morskega dna, v katerem živi največ morskih organizmov. V sublitoralu biologi razlikujejo dve litoralni morski območji:
- infralitoral in
- cirkalitoral.

#### Infralitoral
Infralitoral je tretja stopnja litorala. Razteza se od spodnje meje plime in oseke do globine okoli 50 metrov (lahko manj ali več, odvisno od prodora svetlobe). To je območje fotofilnih alg, ki se razvijajo na kamniti podlagi, in morskih cvetnic na premični podlagi.

#### Cirkalitoral
Cirkalitoral je četrta stopnja litorala. Razteza se od spodnje meje razprostranjenosti fotofilnih alg in morskih cvetnic vse do globine, do katere se razvijajo sciafilne alge, običajno od 120 do 200 metrov. Pod 200 metri svetlobe, ki prodira, ni več dovolj za fotosintezo in razvoj alg ni več mogoč. Z globino se število rastlinskih vrst manjša, živalskih pa povečuje.